# جراد مهاجر
الجراد المهاجر ( الإسم العلمي: Locusta migratoria)، هو أكثر أنواع الجراد انتشارًا، وهو النوع الوحيد في جنس الجراد (الاسم العلمي: Locusta). يتواجد في جميع أنحاء أفريقيا وآسيا وأستراليا ونيوزيلندا. كان شائعاً في أوروبا ولكنه أصبح الآن نادراً هناك بسبب المساحة الجغرافية الشاسعة التي تحتلها والتي تضم العديد من المناطق البيئية المختلفة. تم وصف العديد من الأنواع الفرعية. ومع ذلك، لا يتفق جميع الخبراء على صحة بعض هذه الأنواع الفرعية.

## معرض صور

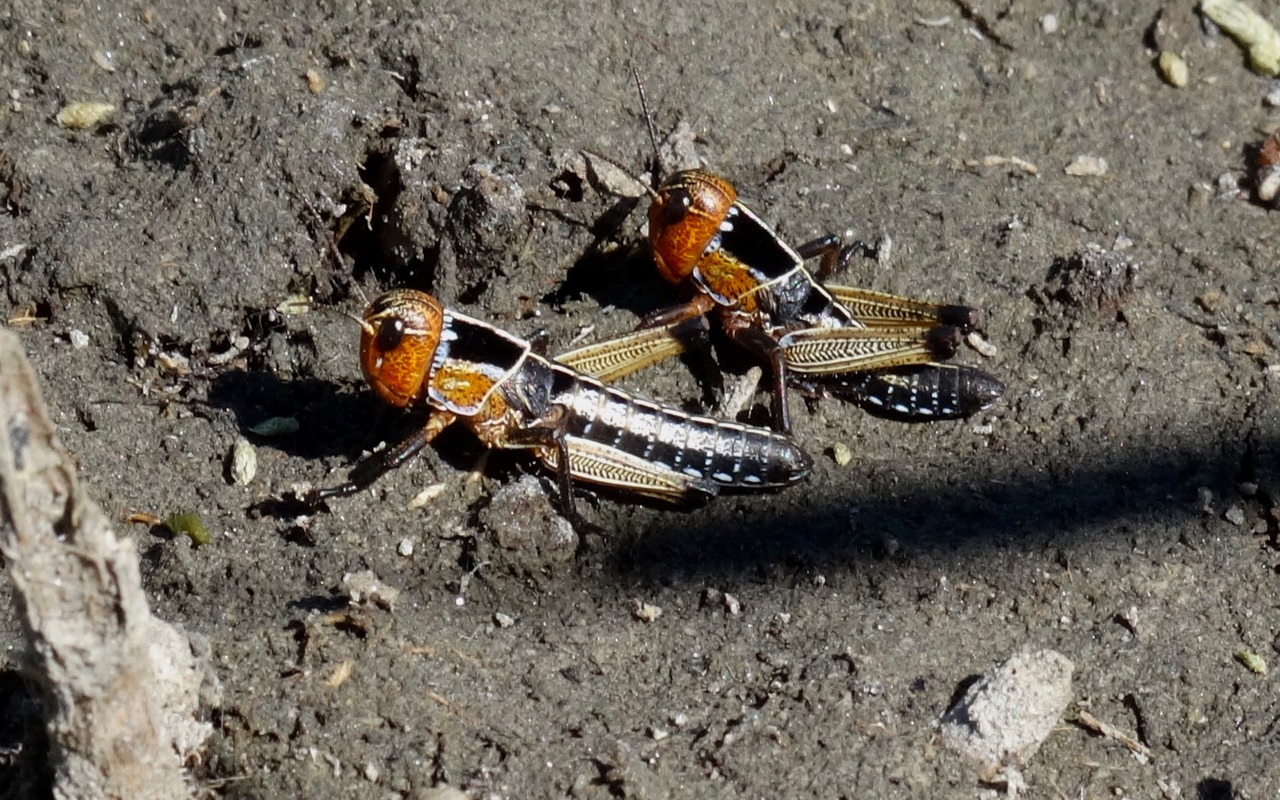
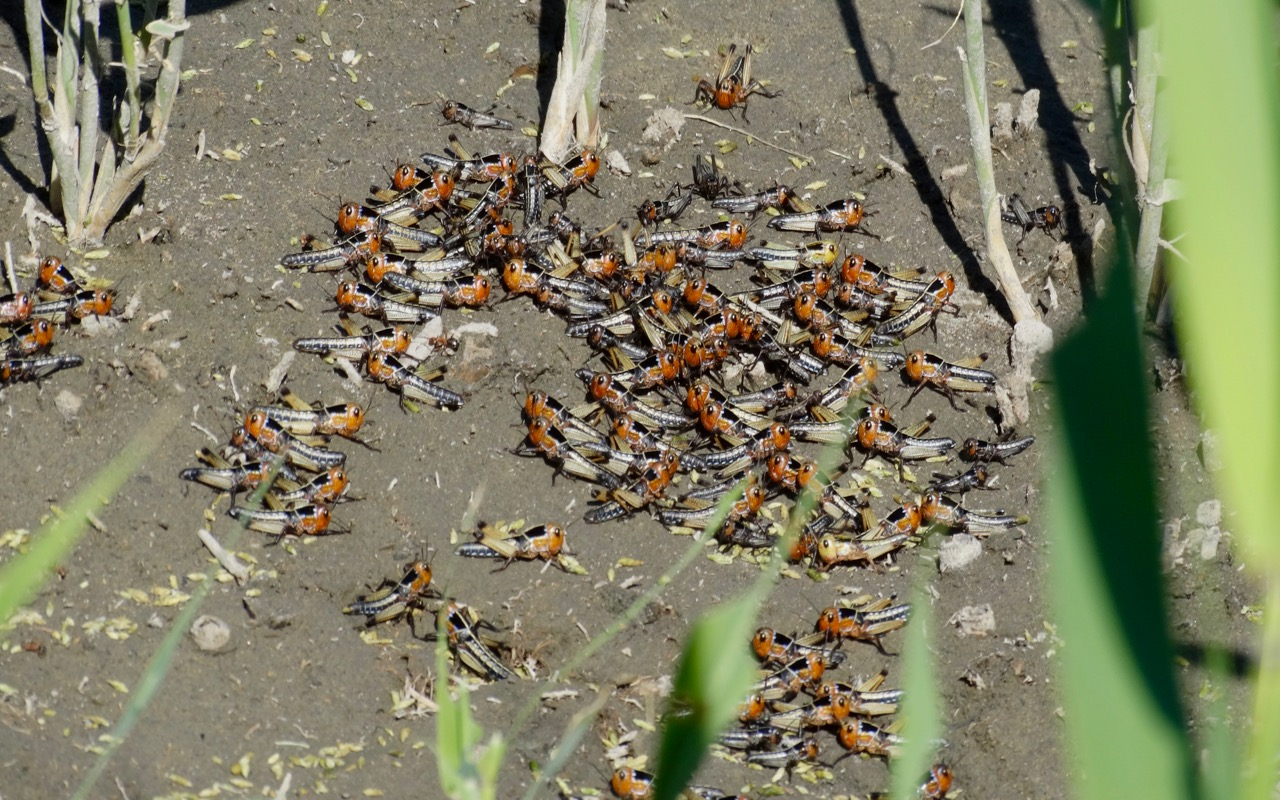
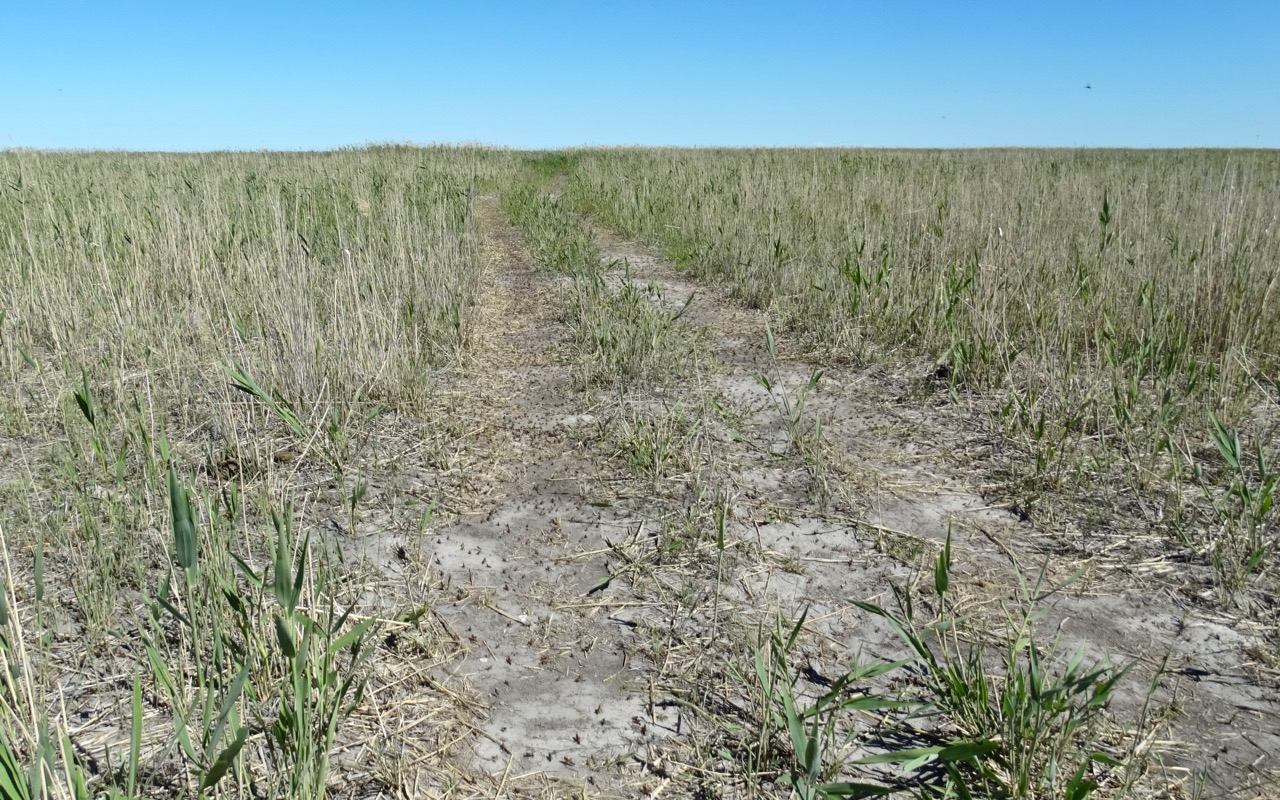
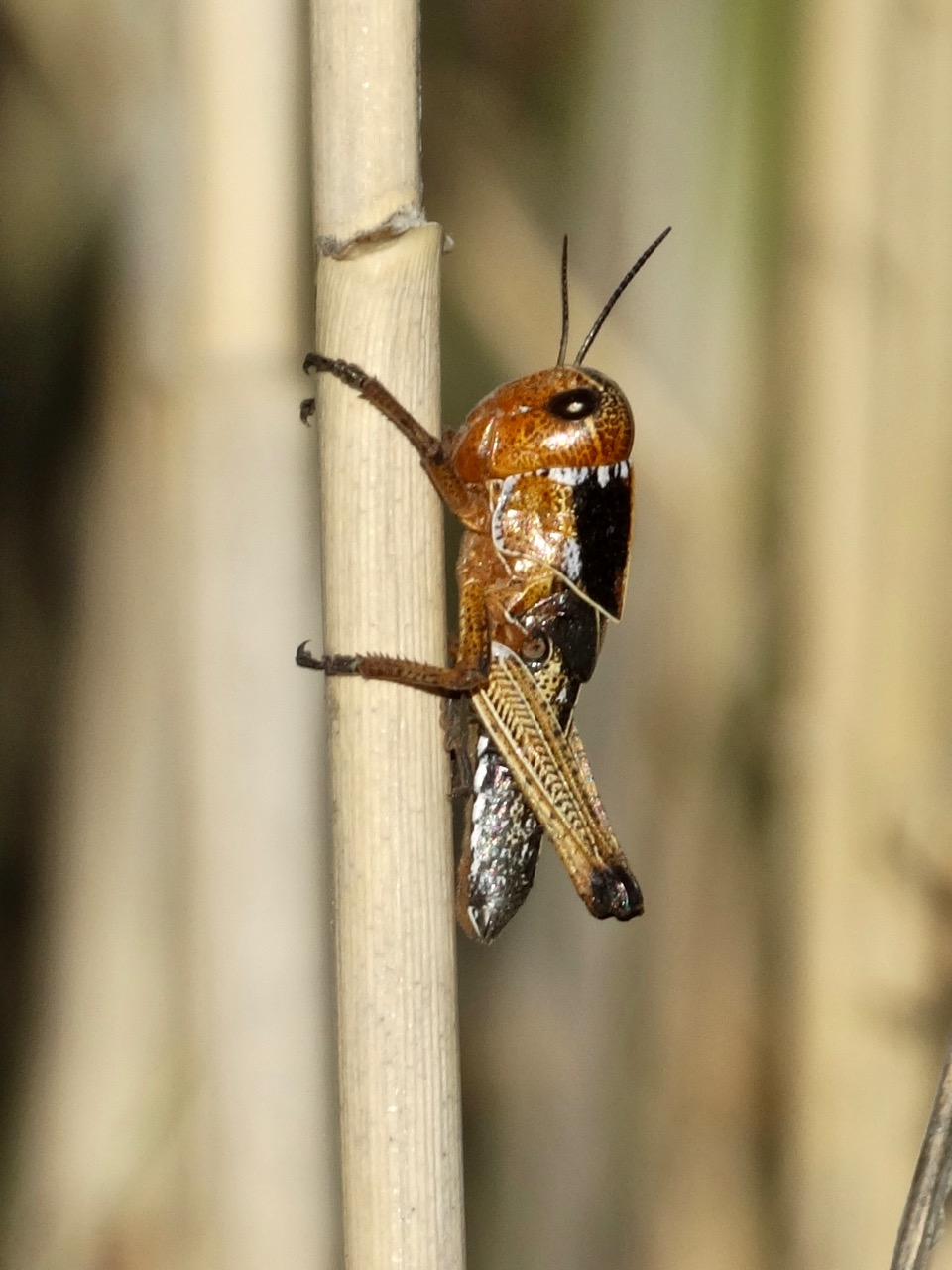
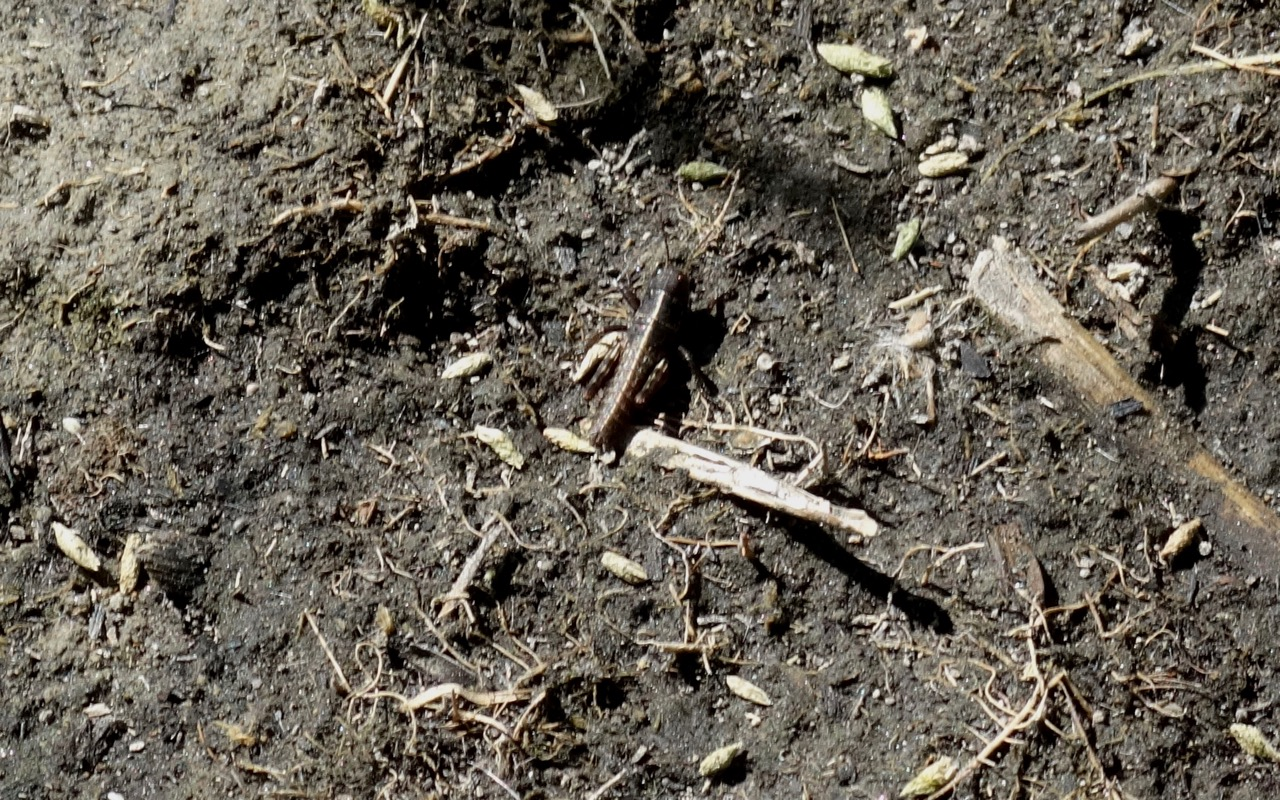
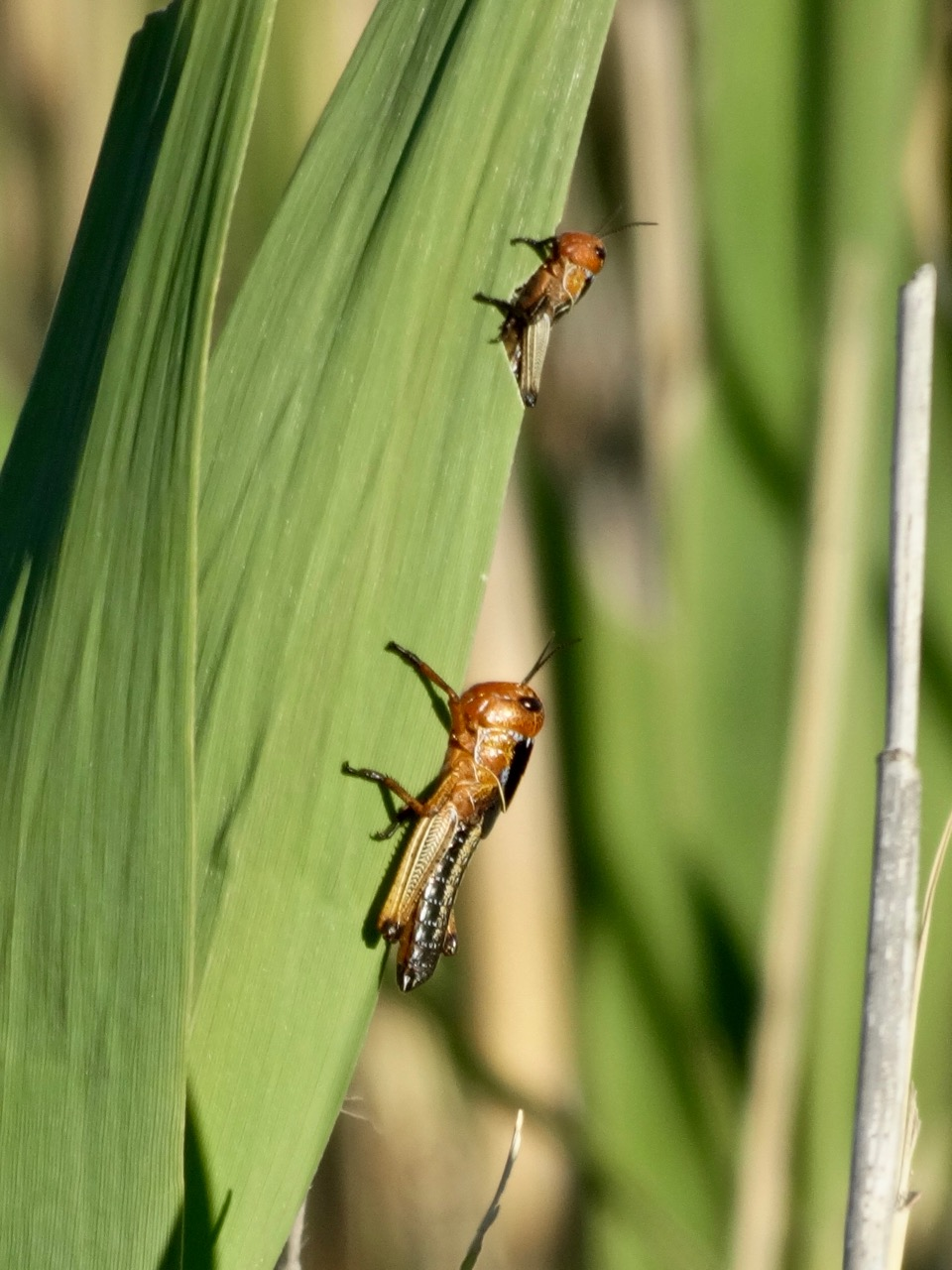